# Берестовецька сільська рада (Борзнянський район)
Берестове́цька сільська́ ра́да — адміністративно-територіальна одиниця та орган місцевого самоврядування в Борзнянському районі Чернігівської області. Адміністративний центр — село Берестовець.

## Загальні відомості
- Територія ради: 40,17 км²
- Населення ради: 1 151 особа (станом на 2001 рік)

Берестовецька сільська рада зареєстрована 1918 року. Стала однією з 26-ти сільських рад Борзнянського району і одна з 16-ти, яка складається більше, ніж з одного населеного пункту.

## Населені пункти
Сільській раді були підпорядковані населені пункти:
- с. Берестовець (1017 осіб)
- с. Іллінці (134 особи)

## Освіта
На території сільради діє Берестовецька ЗОШ I-III ст.

## Склад ради
Рада складалася з 15 депутатів та голови.
- Голова ради: Прощенко Михайло Миколайович
- Секретар ради: Сивенко Валентина Миколаївна

### Керівний склад попередніх скликань
| Прізвище, ім'я, по батькові  | Основні відомості                                                         | Дата обрання | Дата звільнення |
| ---------------------------- | ------------------------------------------------------------------------- | ------------ | --------------- |
| Прощенко Михайло Миколайович | Сільський голова, 1960 року народження, освіта вища, член Народної партії | 26.03.2006   | 31.10.2010      |
| Прощенко Михайло Миколайович | Сільський голова, 1960 року народження, освіта вища, член Народної партії | 31.10.2010   |                 |

Примітка: таблиця складена за даними сайту Верховної Ради України

### Депутати
За результатами місцевих виборів 2010 року депутатами ради стали:

#### За суб'єктами висування
| Суб'єкт висування                                       | Кількість обраних депутатів | %    |
| ------------------------------------------------------- | --------------------------- | ---- |
| Народна партія                                          | 5                           | 33,3 |
| Партія регіонів                                         | 4                           | 26,7 |
| Політична партія Всеукраїнське об'єднання «Батьківщина» | 3                           | 20   |
| Комуністична партія України                             | 2                           | 13,3 |
| Політична партія «Сильна Україна»                       | 1                           | 6,7  |

#### За округами
| № округу                                                | Прізвище, ім'я, по батькові         | Дата визнання обраним | Освіта  | Партійна приналежність                        | Відомості про обраного депутата                   |
| ------------------------------------------------------- | ----------------------------------- | --------------------- | ------- | --------------------------------------------- | ------------------------------------------------- |
| Комуністична партія України                             |                                     |                       |         |                                               |                                                   |
| 3                                                       | Фесюн Надія Іванівна                | 04.11.2010            | вища    | член Комуністичної партії України             | Берестовецька загальноосвітня школа, вчитель      |
| 12                                                      | Корж Світлана Миколаївна            | 04.11.2010            | середня | член Комуністичної партії України             | Борзна РЕМ, кур'єр                                |
| Народна Партія                                          |                                     |                       |         |                                               |                                                   |
| 8                                                       | Сивенко Валентина Миколаївна        | 04.11.2010            | середня | член Народної партії                          | Берестовецька сільська рада, секретар             |
| 9                                                       | Попов Анатолій Григорович           | 04.11.2010            | вища    | член Народної партії                          | СТОВ «ХороборАгро», інженер                       |
| 10                                                      | Больбат Микола Іванович             | 04.11.2010            | вища    | член Народної партії                          | СТОВ «ХороборАгро», зоотехнік                     |
| 11                                                      | Сидоренко Володимир Григорович      | 04.11.2010            | вища    | член Народної партії                          | СТОВ «ХороборАгро», бригадир                      |
| 13                                                      | Піддубна Ганна Степанівна           | 04.11.2010            | вища    | член Народної партії                          | пенсіонер                                         |
| Партія регіонів                                         |                                     |                       |         |                                               |                                                   |
| 2                                                       | Авраменко Сергій Миколайович        | 04.11.2010            | середня | позапартійний                                 | Берестовецьке лісництво, майстер лісу             |
| 4                                                       | Чирва Віктор Григорович             | 04.11.2010            | середня | позапартійний                                 | ТОВ «Великий Бір», старший єгер                   |
| 6                                                       | Радченко Ірина Миколаївна           | 04.11.2010            | середня | позапартійна                                  | Берестовецький комунхоз, директор                 |
| 7                                                       | Островний Віталій Миколайович       | 04.11.2010            | середня | позапартійний                                 | Берестовецький цех електрозв'язку, електромонтер  |
| Політична партія Всеукраїнське об'єднання «Батьківщина» |                                     |                       |         |                                               |                                                   |
| 1                                                       | Пирковський Олександр Володимирович | 04.11.2010            | вища    | член Всеукраїнського об'єднання «Батьківщина» | СТОВ «ХороборАгро», агроном                       |
| 14                                                      | Єфісько Анатолій Борисович          | 04.11.2010            | середня | член Всеукраїнського об'єднання «Батьківщина» | пенсіонер                                         |
| 15                                                      | Заєць Анатолій Іванович             | 04.11.2010            | середня | член Всеукраїнського об'єднання «Батьківщина» | СТОВ «ХороборАгро», бригадир                      |
| Політична партія «Сильна Україна»                       |                                     |                       |         |                                               |                                                   |
| 5                                                       | Гальчун Тетяна Олександрівна        | 04.11.2010            | середня | член Політичної партії «Сильна Україна»       | Берестовецька загальноосвітня школа, техпрацівник |